# Половые органы
Половы́е о́рганы — органы полового размножения. Обычно так называют органы полового размножения животных, а половые органы растений именуют генеративными органами. Половые органы составляют репродуктивную систему. Семенники у самцов и яичники у самок называются первичными половыми органами. Видимые при рождении у обоих полов органы называются внешними половыми органами или гениталиями, а половые органы находящиеся внутри человека называются внутренними половыми органами.
У животных к половым органам относятся половые железы (семенники и яичники), половые протоки (семяпроводы и яйцеводы), ряд «дополнительных образований» (железы разного рода, а также семенные сумки и семяприёмники) и копулятивные органы. Кроме того, самки живородящих животных имеют органы вынашивания (служащие для вынашивания зародыша), которые тоже считаются половыми.
Половые железы (или гонады) продуцируют половые клетки (или гаметы). Женские гонады продуцируют яйца и называются яичниками, а мужские продуцируют сперматозоиды и называются семенниками. Кроме того, гонады вырабатывают половые гормоны.
Женские половые клетки выводятся наружу через яйцеводы, мужские — через семяпроводы. (Хотя есть животные, у которых для этого используются выводные протоки органов выделения. Например, гонады как отдельные органы отсутствуют у губок и у отдельных ресничных червей. Половые клетки у них рассеяны в паренхиме и попадают наружу через ротовое отверстие или через разрыв в стенке тела.)
Копулятивные органы тоже разделяются на мужские и женские. Первые вводят сперму, вторые принимают и в ряде случаев определённое время сохраняют, поддерживая её жизнедеятельность. Копулятивные органы есть у ряда птиц, рыб, червей, моллюсков и членистоногих, у практически всех пресмыкающихся (за исключением гаттерии) и у всех млекопитающих.

## Половые органы человека
Половые органы человека принято анатомически подразделять на внешние и внутренние.
У мужчин внешние — это половой член и мошонка, внутренние — яички, придатки яичек, семенные пузырьки, семявыносящие протоки, а также предстательная железа и бульбоуретральные железы.
У женщин наружные — это большие и малые половые губы, клитор, луковицы преддверия влагалища, большие железы преддверия влагалища (или бартолиновы железы), внутренние — влагалище, матка, маточные трубы, яичники.

## Половые органы растений
У низших растений половые органы обычно одноклеточные, у высших — многоклеточные.
Мужские половые органы оогамных растений носит название антеридиев, женские — оогониев (у большинства так называемых низших растений: большинства водорослей, некоторых низших грибов), карпогониев (у красных водорослей) или архегониев (у мохообразных, папоротникообразных, голосеменных). Антеридий производит антерозоиды (сперматозоиды) или спермации (безжгутиковые, пассивно подвижные мужские половые клетки красных водорослей), а женский половой орган производит яйцеклетки.
Водоросли-конгъюгаты (или сцеплянки; к примеру, спирогира) и базидиальные грибы не имеют специальных половых органов. У конъюгатов при половом процессе происходит слияние протопластов двух (мужской и женской) половых клеток, этот процесс называется конъюгацией (по-латински «слияние», «соединение»). У базидиальных грибов происходит слияние клеток первичных мицелиев.